# Bogotá guvat
A bogotá guvat (Rallus semiplumbeus) a madarak osztályának darualakúak (Gruiformes) rendjébe és a guvatfélék (Rallidae) családjába tartozó faj.
A magyar név forrással nincs megerősítve.

## Rendszerezése
A fajt Philip Lutley Sclater angol ügyvéd és zoológus írta le 1856-ban.

## Alfajai
- Rallus semiplumbeus peruvianus Taczanowski, 1886 - valószínűleg már kihalt
- Rallus semiplumbeus semiplumbeus P. L. Sclater, 1856[2]

## Előfordulása
Kolumbia területén honos. Természetes élőhelyei a szubtrópusi és trópusi gyepek, mocsarak és tavak környékén. Állandó, nem vonuló faj.

## Megjelenése
Testhossza 30 centiméter.

## Természetvédelmi helyzete
Az elterjedési területe nagyon kicsi és csökken, egyedszáma 1000-2499 példány közötti és szintén csökken. A Természetvédelmi Világszövetség Vörös listáján veszélyeztetett fajként szerepel.